# Volvo XC70 (2025)
Volvo XC70 ― це 5-дверний плагін-гібридний позашляховик, що буде виготовлятися компанією Volvo виключно для китайського ринку. 
Це перший електромобіль Volvo з розширеним діапазоном ходу.

## Опис
XC70 буде використовувати мову дизайну, подібну до Volvo ES90 та EX90. Він використовує фірмові матричні фари «Молот Тора». 
У заднє скло інтегровані світлодіодні задні ліхтарі, а з боків заднього скла - ще один набір світлодіодних задніх ліхтарів.

## Силовий агрегат
XC70 використовує серійну гібридну силову установку і є першою моделлю Volvo.  
XC70 оснащений гібридною системою з підзарядкою від мережі (послідовно-паралельний гібрид), яка поєднує 1,5-літровий турбований двигун з електродвигунами компонування P1+P3 у парі з 3-ступінчастою спеціалізованою гібридною коробкою передач (DHT).  
Він може проїхати до 200 км на електротязі, перш ніж увімкнеться генератор, що збільшує запас ходу до 804 км.